# Dipolydora bidentata
Dipolydora bidentata är en ringmaskart som först beskrevs av Zachs 1933.  Dipolydora bidentata ingår i släktet Dipolydora och familjen Spionidae. Inga underarter finns listade i Catalogue of Life.